# Kosa
Kosa (russisk: Коса) er en flod i Perm kraj, Rusland, højre biflod til floden Kama. Floden er 267km lang og det afvandingsområde er 10.300 km². Kosa fryser over sidst i oktober – november og forbliver under isen til april – tidlige maj.
Den starter i den aller sydligste del af Kosinsky-distriktet og flyder mod nord. Floden munder ud nær landsbyen Ust-Kosa.
Største bifloder:
- Venstre: Yancher, Sepol, Onolva, Lolog, Odan, Sym
- Højre: Yum, Lopva, Lopan, Lolym, Sija, Bulak.